# Sinoxylon anale
Sinoxylon anale es una especie de escarabajo del género Sinoxylon, familia Bostrichidae. Fue descrita científicamente por Lesne en 1897.
Se distribuye por Oceanía, el continente americano y asiático. Habita en México, Australia, Pakistán, India, Estados Unidos, Italia, Tailandia, Corea, Noruega, Egipto, Indonesia, Malasia y Filipinas.

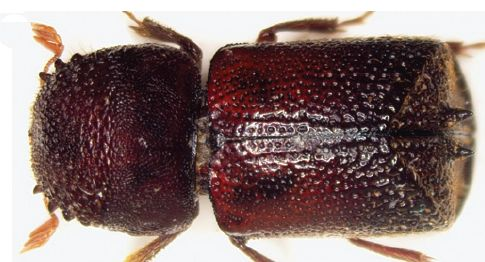
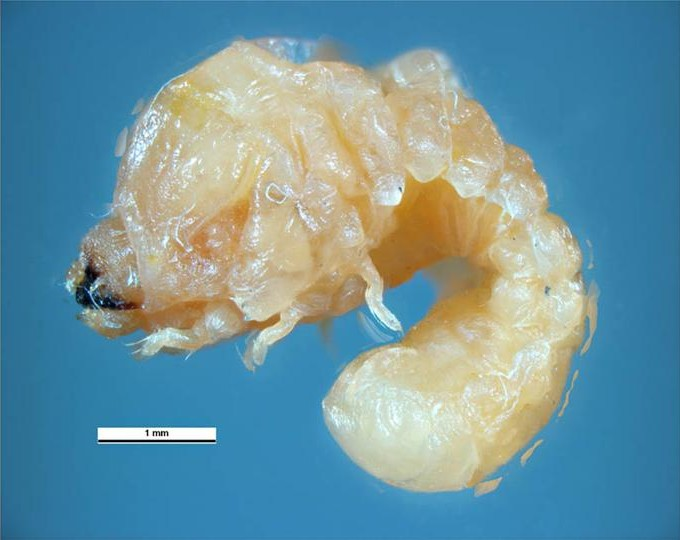
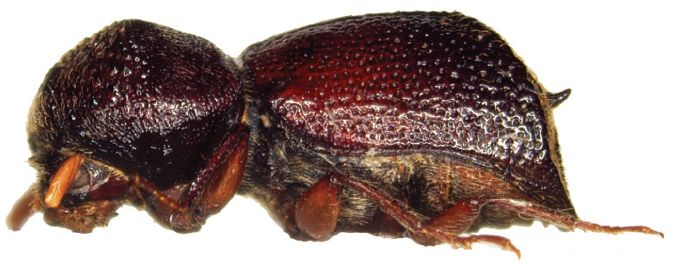